# Jours de pêche en Patagonie
Pour plus de détails, voir Fiche technique et Distribution.
Jours de pêche en Patagonie (Días de pesca) est un film argentin réalisé par Carlos Sorín, sorti le 26 décembre 2012 en France.

## Résumé
Marco Tucci, argentin de 52 ans, employé d'une firme allemande spécialisée dans les roulements, voyage en direction de Puerto Deseado en Patagonie. Il compte y pratiquer la pêche, en particulier la pêche au requin. Mais ce n'est pas le seul but de son voyage : outre de nombreuses rencontres du hasard, il va retrouver un être cher qu'il na pas vu depuis longtemps...

## Fiche technique
- Titre : Jours de pêche en Patagonie
- Titre original : Días de pesca
- Titre international : Gone Fishing
- Réalisation : Carlos Sorín
- Scénario : Carlos Sorín
- Directeur de la photographie : Julián Apezteguia
- Compositeur : Nicolás Sorín (en)
- Montage : Mohamed Rajid
- Producteur : Hugo Sigman et Carlos Sorín
- Production : Guacamole Films
- Distribution : Memento Films Distribution
- Pays :  Argentine
- Genre : Drame
- Durée : 78 minutes
- Sortie :
  -  Canada : 7 septembre 2012
  -  Espagne : 27 septembre 2012
  -  France : 26 décembre 2012

## Distribution
- Alejandro Awada : Marco Tucci
- Victoria Almeida : Ana, la fille unique de Marco
- Oscar Ayala : l'entraîneur de la boxeuse
- Daniel Keller : Daniel, le guide de pêche, patron de « Patagonian Shark »
- Martin Galindez : Fito, l'employé de Daniel
- Diego Caballero : José, le mari d'Ana
- Santiago Sorin : le bébé d'Ana et José

## Autour du film
- La voix de l'ourson en peluche qui chante Only you est celle du compositeur du film, Nicolás Sorín (en), fils et compositeur attitré du réalisateur Carlos Sorín.